# Grande Noite do Fado
A Grande Noite do Fado é um evento anual dedicado ao fado, realizado em Lisboa e Porto, Portugal, e é a mais antiga das iniciativas da Casa da Imprensa.
Entre os vários nomes que entraram neste concurso, vários são imediatamente reconhecidos pelo grande público como Maria da Nazaré, Maria Armanda, Marina Mota ou Camané. Mais recentemente, saltam à vista nomes como Ana Sofia Varela, Ricardo Ribeiro, Raquel Tavares, Marco Oliveira ou Joana Amendoeira.

## Origens
A origem deste evento remontará a 1945, com uma iniciativa de nome de "Grande Concurso de Fados", na altura realizada quase sempre no Salão Salvaterra, na Rua da Barroca, ao Bairro Alto, em Lisboa.
Em 1953 o concurso passou para a sala das Portas de Santo Antão, passando a intitular-se "Grande Noite do Fado". Desde então tem passado por várias localizações com destaque para o Coliseu de Lisboa.

## Evolução

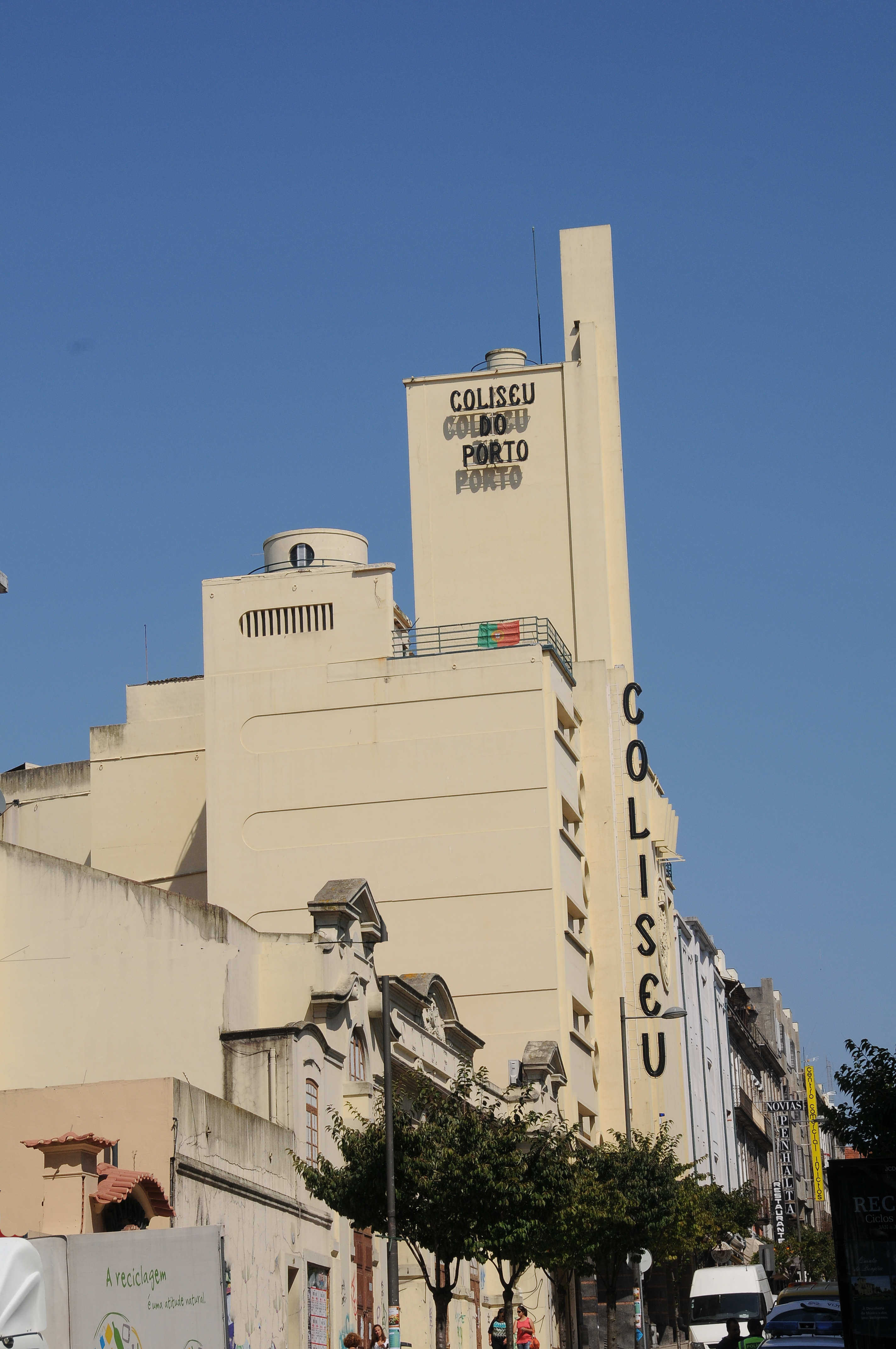
Coliseu do Porto.
Desde 1995 passou a organizar-se de forma regular a Grande Noite do Fado do Porto.

De um modo geral, o concurso separava os participantes em duas "modalidades", entre intérpretes masculinos e femininos.
Mais tarde, estas modalidades seriam separadas em duas categorias, uma para mais jovens, denominada de juvenis, com uma idade até aos 15 anos, e outra para seniores, até 45 anos.
A partir da década de 90 do século passado, passou a realizar-se uma Grande Noite do Fado na cidade do Porto, tomando o Coliseu do Porto como a sua casa habitual.
Em 2003, surgiu uma terceira modalidade, destinada a instrumentistas.
Nesta noite são ainda atribuídos outros prémios a intérpretes (Consagração, Revelação, Carreira, etc.) mas também são dadas distinções a "Casas de fado" ou o Prémio Neves de Sousa, instituído em 1991 com nome do jornalista José Neves de Sousa que durante 16 anos organizou o evento e que serve para distinguir artistas ou entidades que tenham contribuído significativamente para esta iniciativa.
A decisão das classificações por votação de um júri, convidado pela Casa da Imprensa, só surgiu em 1998, substituindo o apuramento por aplausos.
Em várias ocasiões, a Grande Noite do Fado está integrada nas Festas da Cidade de Lisboa.

## Outras participações
Nesta noite nem só fadistas a concurso sobem ao palco. Por exemplo, em 1990, Madalena Iglésias, veio de propósito a Portugal para partilhar um momento com Simone de Oliveira, em que improvisaram o tema "Ele e Ela", a canção com que Madalena Iglésias foi ao Festival da Canção da Eurovisão. Nessa mesma noite Rita Ribeiro e António Cruz mostraram uma cena de "What Happened to Madalena Iglésias?", um musical de Filipe La Féria.
Nesta enorme lista de aparições extra concurso podem-se destacar grandes nomes da canção (Francisco José, Júlia Barroso, Artur Garcia, Tony de Matos, António Calvário, Fernando Tordo, Paulo de Carvalho, Carlos Paião, Paco Bandeira, Marco Paulo, etc.) e do teatro (Vasco Santana, João Villaret, Alma Flora, Humberto Madeira, Eugénio Salvador, Raul Solnado, Herman José, Henrique Viana, etc.).
Do mundo do fado, esta lista cresce ainda mais com nomes como Cecília do Carmo, Amália Rodrigues, Carlos do Carmo, João Braga, Carlos Zel, Fernando Maurício, Lenita Gentil, Alexandra, António Pinto Basto, etc.